# Renee Clama
Renee Clama, geborene Irene Carolina Clama (* 4. Juli 1910 in London; † Juli 1990 in Ascot, Berkshire, England) war eine britische Schauspielerin.
Clama wurde in knapp einem Dutzend Filmen zwischen 1928 und 1931 als Hauptdarstellerin eingesetzt. Nach ihrer Hochzeit mit dem Produzenten der Gaumond und Gainsborough-Filmstudios Maurice Ostrer im Jahr 1933 zog sie sich aus dem aktiven Filmgeschäft zurück.

## Filmografie (Auswahl)
- 1928: Adventurous Youth